# Roy van den Dungen Gronovius
Roy van den Dungen Gronovius (Batavia, 27 april 1942 – Den Haag, 23 september 2015) was een Nederlands honkballer die uitkwam als korte stop en tweemaal Europees kampioen werd met het Nederlands honkbalteam.

## Biografie
Van den Dungen Gronovius groeide op in het voormalig Nederlands-Indië, waar hij als kind kastibal speelde. Nadat hij met zijn ouders gerepatrieerd was naar Nederland speelde hij in de scholencompetitie honkbal. Hij kwam eerst uit voor de Storks uit Den Haag die toentertijd in de hoofdklasse speelden. Daarna speelde hij bij Sparta. Vanaf 1966 speelde hij tevens voor het Nederlands team. In 1967 was hij de honkballer die in dat seizoen de meeste gestolen honken had, 23, en in 1969 was hij de tweede beste slagman van dat jaar. In 1969 en 1971 maakte hij deel uit van het Nederlands honkbalteam tijdens de Europese Kampioenschappen, waarbij Nederland beide keren de titel won.. Hij nam met het team deel aan vijf Haarlemse Honkbalweken. Voor zijn verdiensten voor de honkbalsport kreeg Van den Dungen Gronovius het bondsonderscheidingsteken van de KNBSB.
Roy van den Dungen Gronovius overleed in 2015 op 73-jarige leeftijd.